# 山名四天王
山名四天王（やまなしてんのう）は、室町時代から戦国時代にかけて山名氏で重きをなした垣屋氏、田結庄氏(田結庄是義など)、八木氏、太田垣氏の当主の総称とされる。
戦国時代においては垣屋続成、田結庄是義、八木豊信、太田垣輝延の4人が当主であった。山名氏の衰退とともに独立色を強め、西に毛利氏、東に織田氏が台頭すると、2派に分かれ抗争を繰り広げ、山名氏の衰退をさらに加速させた。